# Discocerina sana
Discocerina sana är en tvåvingeart som beskrevs av Cresson 1931. Discocerina sana ingår i släktet Discocerina och familjen vattenflugor. Inga underarter finns listade i Catalogue of Life.